# Джироламо Саккері

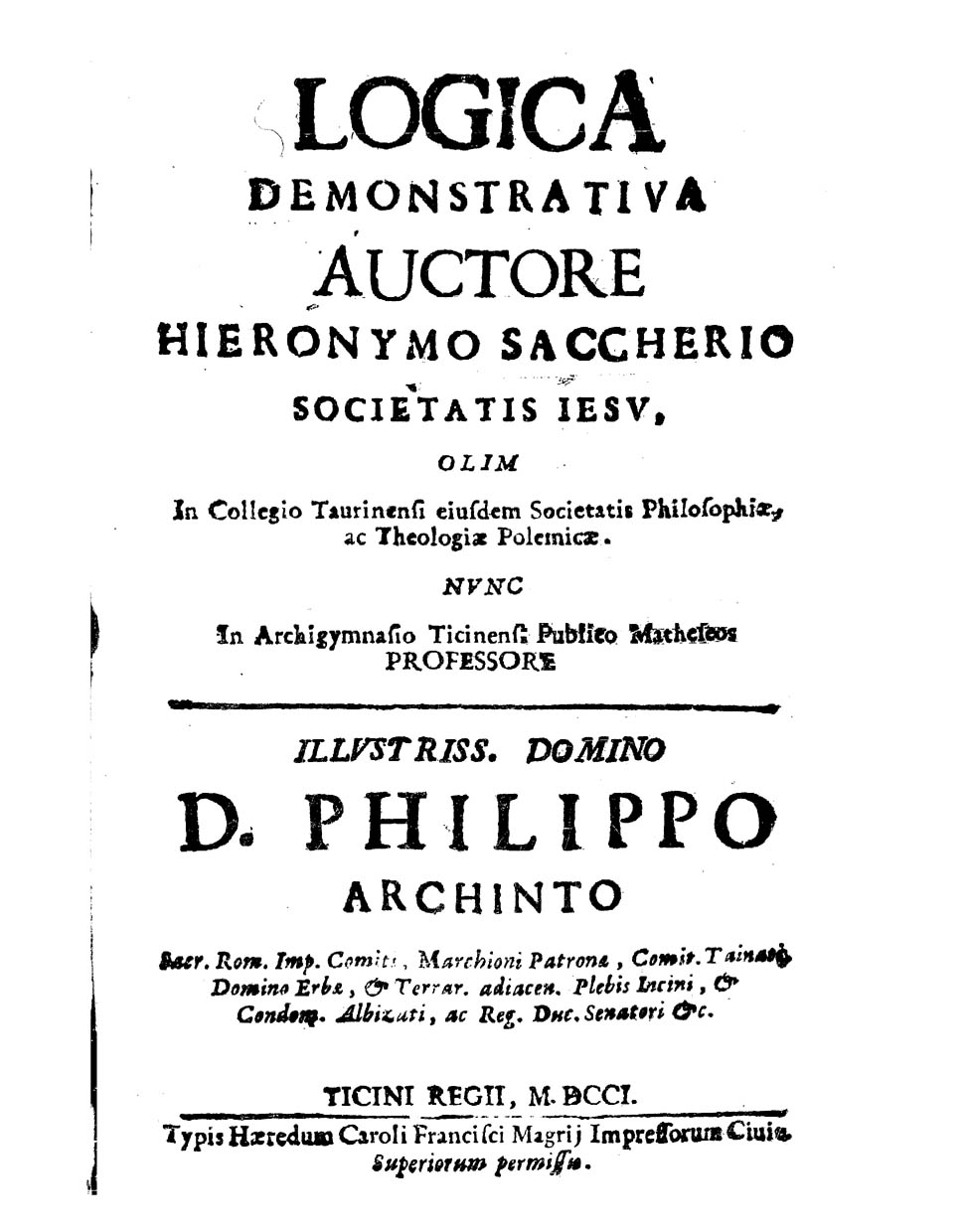
Logica demonstrativa, 1701

Джироламо Саккері (італ. Giovanni Girolamo Saccheri; 5 вересня 1667, Санремо — 25 жовтня 1733, Мілан) — італійський математик, єзуїт, творець першого начерку неевклідової геометрії.

## Життєпис
У Турині і Павії викладав богослов'я, логіку, метафізику, арифметику, алгебру, геометрію та інші математичні науки. Під впливом математика Джованні Чева були написані Саккері два математичні твори: «Quaesita Geometrica etc.» (Мілан, 1693) і «Neostatica» (ib., 1708). У пресі з'явилися ще його «Logica demonstrativa» (Павія, 1701) і твори з богослов'я.
Цілком оригінальним мислителем можна постав Саккері в своїй головній праці під назвою «Евклід, очищений від усіх плям» («Euclides ab omni naevo vindicatus»), виданому в Мілані, в 1733 році. В ньому автор, випередивши на століття творців неевклідової геометрії, Лобачевського і Бойяї, замінює п'ятий постулат Евкліда на альтернативний постулат гіперболічної геометрії і доводить цілу низку теорем цієї геометрії. Він розглядає чотирикутник, аналогічний чотирикутнику Ламберта і правильно відкидає одну з трьох альтернатив щодо четвертого кута: гіпотезу тупого кута. Однак далі, в результаті обчислювальної помилки він робить невірний висновок, що ця геометрія містить суперечність і відкидає гіпотезу гострого кута, яка, насправді, не може бути спростована в рамках абсолютної геометрії.
Твір Саккері було оцінено лише після створення неевклідової геометрії.
Джироламо Саккері відомий також, як один із найсильніших італійських шахістів свого часу. Сучасників він дивував здатністю грати наосліп одночасно на трьох — чотирьох дошках.